# Liar Game: Saisei
Liar Game: Saisei (ライアーゲーム -再生-, Raia Gemu: Saisei) é um filme japonês do género suspense, realizado por Hiroaki Matsuyama e protagonizado por Shota Matsuda, Mikako Tabe e Mana Ashida. Estreou-se no Japão a 3 de março de 2012. É a sequela do filme Liar Game: The Final Stage de 2010, baseado no manga homónimo de Shinobu Kaitani.

## Elenco
- Shota Matsuda como Shinichi Akiyama
- Mikako Tabe como Yu Shinomiya
- Mari Hamada como Mai Sakamaki (坂巻マイ, Sakamaki Mai)
- Jun Kaname como Kōta Akagi (赤城コウタ, Akagi Kōta)
- Eiko Koike como Emi Tsukino (月乃エミ, Tsukino Emi)
- Shihō Harumi como Norihiko Yasukawa (安川ノリヒコ, Yasukawa Norihiko)
- Eiichirō Funakoshi como Takashi Harimoto (ハリモトタカシ, Harimoto Takashi)
- Ako Masuki como Kay Kimura (木村ケイ, Kimura Kay)
- Natsuhi Ueno como Mika Mikamoto (三家本ミカ, Mikamoto Mika)
- Yōko Saitō como Yukiko Abe (阿部ユキコ, Abe Yukiko)
- Yōsuke Kawamura como Makoto Sakai (酒井マコト, Sakai Makoto)
- Hirofumi Arai como Nobuteru Kiryu (桐生ノブテル, Kiryu Nobuteru)
- Jōji Takahashi como Kenji Sarukawa (猿川ケンジ, Sarukawa Kenji)
- Maho Nonami como Eiko Inuzuka (犬塚エイコ, Inuzuka Eiko)
- Tetsuhiro Ikeda como Takahiro Shima (嶋タカヒロ, Shima Takahiro)
- Tadahiro Aoki como Kakeru Saiki (斉木カケル, Saiki Kakeru)
- Ken Maeda como Tetsuya Murata (村田テツヤ, Murata Tetsuya)
- Toshiro Uehara como Akira Tsumura (津村アキラ, Tsumura Akira)
- Takurō Ōno como Tatsushi Wada (和田タツジ, Wada Tatsushi)
- Ryo Ryusei como Osamu Shimoharada (下原田オサム, Shimoharada Osamu)
- Mana Ashida como Alice (アリス, Arisu)
- Ikkei Watanabe como Mitsuo Tanimura (谷村光男, Tanimura Mitsuo)
- Kōsuke Suzuki como Fukunaga Yuji
- Kazuma Suzuki como Norihiko Yokotani (横谷ノリヒコ, Yokotani Norihiko)
- Makiko Esumi como organizador Ω (主催者・Ω, Shusai-sha Ō)